# ساندر نیکس
ساندر نیکس (انگلیسی: Sunder Nix؛ زادهٔ ۲ دسامبر ۱۹۶۱) دونده اهل ایالات متحده آمریکا بود.
وی در مسابقات کشوری و بین‌المللی در مجموع برندهٔ ۱ مدال طلا، ۱ مدال برنز شده‌است.